# 拉姆库尔
拉姆库尔（法語：Ramecourt，法語發音：[ʁamkuʁ] ⓘ）是法国大東部大區加来海峡省的一个市镇，属于阿拉斯区。

## 地理
拉姆库尔（50°22'13"N, 2°18'46"E）面积8.09 平方千米，位于法国上法蘭西大區加来海峡省，该省份为法国北部沿海省份，西北濒北海，南至索姆省，东临北部省。
与拉姆库尔接壤的市镇（或旧市镇、城区）包括：戈尚韦尔卢万、克鲁瓦塞特、克鲁瓦昂泰尔努瓦、欧特克洛克、埃兰库尔、埃兰勒塞克、泰努瓦斯河畔圣波勒、锡拉库尔。
拉姆库尔的时区为UTC+01:00、UTC+02:00（夏令时）。

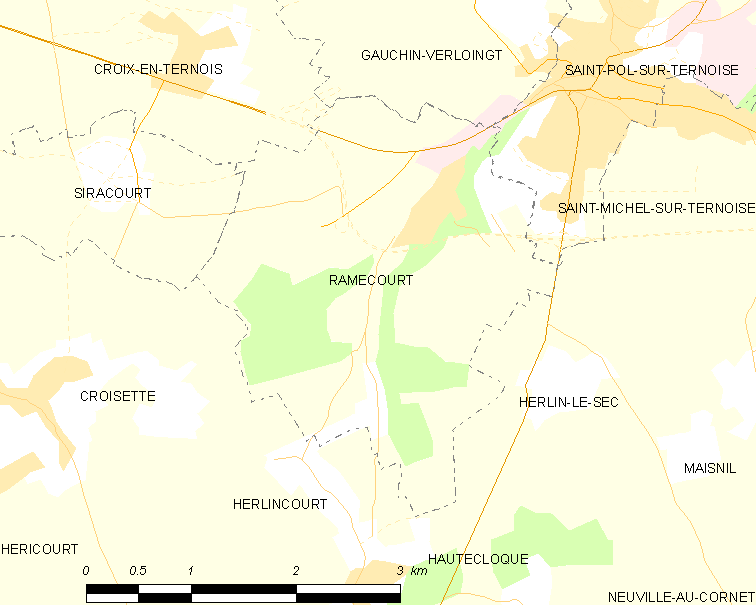
拉姆库尔的OSM定位图

## 行政
拉姆库尔的邮政编码为62130，INSEE市镇编码为62686。

## 政治
拉姆库尔所属的省级选区为泰努瓦斯河畔圣波勒县。

## 人口

1962-2008年间拉姆库尔人口变化图示

拉姆库尔于2022年1月1日时的人口数量为351人。